# Микольська Наталія Ярославівна
Микольська Наталія Ярославівна (6 листопада 1980, смт. Ясіня Рахівського району Закарпатської області) — українська технологічна підприємиця, юристка, заступниця Міністра економічного розвитку і торгівлі України — Торговий представник України (з 8 квітня 2015 по 22 серпня 2018). Засновниця платформи SheExports та Центру Trade+ у Київській школі економіки.
Друга особа на посаді Торгового представника України в урядах Яценюка і Гройсмана (після Валерія П'ятницького).

## Освіта
З 1996 по 2001 навчалася у Львівському національному університеті ім. Івана Франка (спеціаліст, правознавство).
З 2001 по 2002 навчалася у Europa-Kolleg Hamburg, Німеччина (магістр європейських студій, право і політика).
З 2018 по 2019 була гостьовою дослідницею Стенфордського Університету (Ukrainian Emerging Leaders Program, Центр демократії розвитку і верховенства права [Архівовано 11 вересня 2019 у Wayback Machine.]) під керівництвом професора Фукуями.
Стажувалася у Deutsche Telekom (2002) та Уряді Альберти, Канада (2003).

## Кар'єра
09/2002 — 01/2003: Начальник відділу міжнародних відносин Українсько-німецького спільного підприємства «Авто Хаус Львів».
09/2003 — 08/2011: Старший юрист ЮФ «Василь Кісіль і Партнери».
12/2003 — 04/2015: адвокат.
01/2012 — 04/2015: Радник, керівник практики міжнародної торгівлі ЮФ «Sayenko Kharenko».
8 квітня 2015 призначена на посаду заступника Міністра економічного розвитку і торгівлі України — Торгового представника України. На цій посаді Н. Микольська відповідає за просування експорту товарів і послуг, а також вихід вітчизняних виробників на нові ринки. Окрім того, до її обов'язків уходить представлення інтересів України у Світовій організації торгівлі. У 2015 році створила Офіс з просування експорту за участі команди під керівництвом Мар'яни Каганяк.
Про своє рішення піти з Уряду Наталія Микольська повідомила 3 лютого 2016 року. До цього спричинився корупційний скандал в українській владі (див.: Айварас Абромавичус#Відставка на тлі корупційного тиску). Проте, вона залишилась працювати далі.
Під її керівництвом проходили переговори щодо зон вільної торгівлі, в тому числі була підписана угода про ЗВТ між Україною та Канадою та завершені переговори про ЗВТ з державою Ізраіль.
22 серпня 2018 Наталія Микольська пішла з посади заради дослідницької роботи за стипендіальною програмою у Стенфордському університеті.
09/2018 — 07/2019: Гостьова дослідниця Стенфордського університету (Ukrainian Emerging Leaders Program, Центр демократії розвитку і верховенства права) під керівництвом Ф. Фукуями.

### Інша діяльність
Наталія є засновницею платформи з розширення економічних можливостей жінок SheExports та Центру «Trade+» у Київській школі економіки.
Представниця від України до комісії експертів з вирішення спорів у рамках Договору про зону вільної торгівлі (СНД); членкиня Британського інституту міжнародного та порівняльного правознавства (British Institute of International and Comparative Law); членкиня Міжнародної асоціації юристів (International Bar Association); експертка Інституту Міжнародної Дистрибуції (International Distribution Institute) з питань франчайзингу в Україні; членкиня Асоціації правників України.
27 лютого 2022 року Микольська заснувала проєкт Dattalion, який збирає докази злочинів російських військових на території України.
Є авторкою понад 70 статей та коментарів, опублікованих в Україні та закордоном.

## Звання та відзнаки
Названа одним з найкращих юристів в Україні у сфері міжнародної торгівлі та митного права за версією міжнародного рейтингу Ukrainian Law Firms 2014, Best Lawyers International 2014, а також Who's Who Trade and Customs Lawyers 2014. У 2014 році національне професійне видання «Юридична практика» визнало Н. Микольську «юристом № 1 у сфері міжнародної торгівлі в Україні».
Микольську називають одним із найвідоміших українських експертів у галузі зовнішньоторговельних відносин. Відзначають її унікальний досвід у сфері міжнародної торгівлі, зокрема, у представництві інтересів українського бізнесу в СОТ, захисті національних та іноземних виробників у межах торгових розслідувань.
Увійшла до списку із 25 жінок, «які допомагають, змінюють та рятують життя людей», складеному британською газетою Metro у 2023 році.

## Сім'я
Одружена з урядовцем Віктором Довганем. Двоє дітей: Марко і Лука.